# مار آبی دونواره
مار آبی دونواره (نام علمی: Enhydris dussumieri) نام یک گونه از تیره قمچه‌ماران است.